# Aphelinus mariscusae
Aphelinus mariscusae is een vliesvleugelig insect uit de familie Aphelinidae. De wetenschappelijke naam is voor het eerst geldig gepubliceerd in 1957 door Risbec.